# Tendō

Tendō (寒河江市 Tendō-shi?) este un municipiu din Japonia, prefectura Yamagata.